# 92식 중기관총
92식 중기관총(九二式重機関銃 큐니시키 쥬키칸쥬[*], Type 92 Heavy Machine Gun 타입 92 헤비 머신건[*])은 일본제국 육군이 1932년에 채용하여 중일전쟁과 2차 세계 대전동안 사용한 중기관총 (重)이다. 3식 중기관총의 구경을 6.5 mm에서 7.7 mm로 늘린 모델이다.

## 같이 보기
- 3식 중기관총
- 1식 중기관총